# Saint-Jean-la-Vêtre
Saint-Jean-la-Vêtre ist eine französische Gemeinde mit 310 Einwohnern (Stand: 1. Januar 2022) im Département Loire in der Region Auvergne-Rhône-Alpes. Sie gehört zum Arrondissement Montbrison und zum Kanton Boën-sur-Lignon. 

## Geographie
Die Gemeinde grenzt im Norden an Saint-Priest-la-Vêtre, im Osten an La Côte - Saint-Didier, im Süden an Chalmazel-Jeansagnière, im Südwesten an La Chamba und im Westen an Noirétable.
Das Gemeindegebiet wird im Norden vom Bach Vêtre, und im Süden vom Flüsschen Ciboulet durchquert.

## Bevölkerungsentwicklung
| Jahr                       | 1962 | 1968 | 1975 | 1982 | 1990 | 1999 | 2008 | 2017 |
| -------------------------- | ---- | ---- | ---- | ---- | ---- | ---- | ---- | ---- |
| Einwohner                  | 543  | 477  | 405  | 381  | 338  | 387  | 350  | 316  |
| Quellen: Cassini und INSEE |      |      |      |      |      |      |      |      |

## Persönlichkeiten
- François-Xavier Gouthe-Soulard (1819–1900), römisch-katholischer Geistlicher und Erzbischof

## Sehenswürdigkeiten
- Kirche Saint-Jean